# Erupción de Coca-Cola Light y Mentos

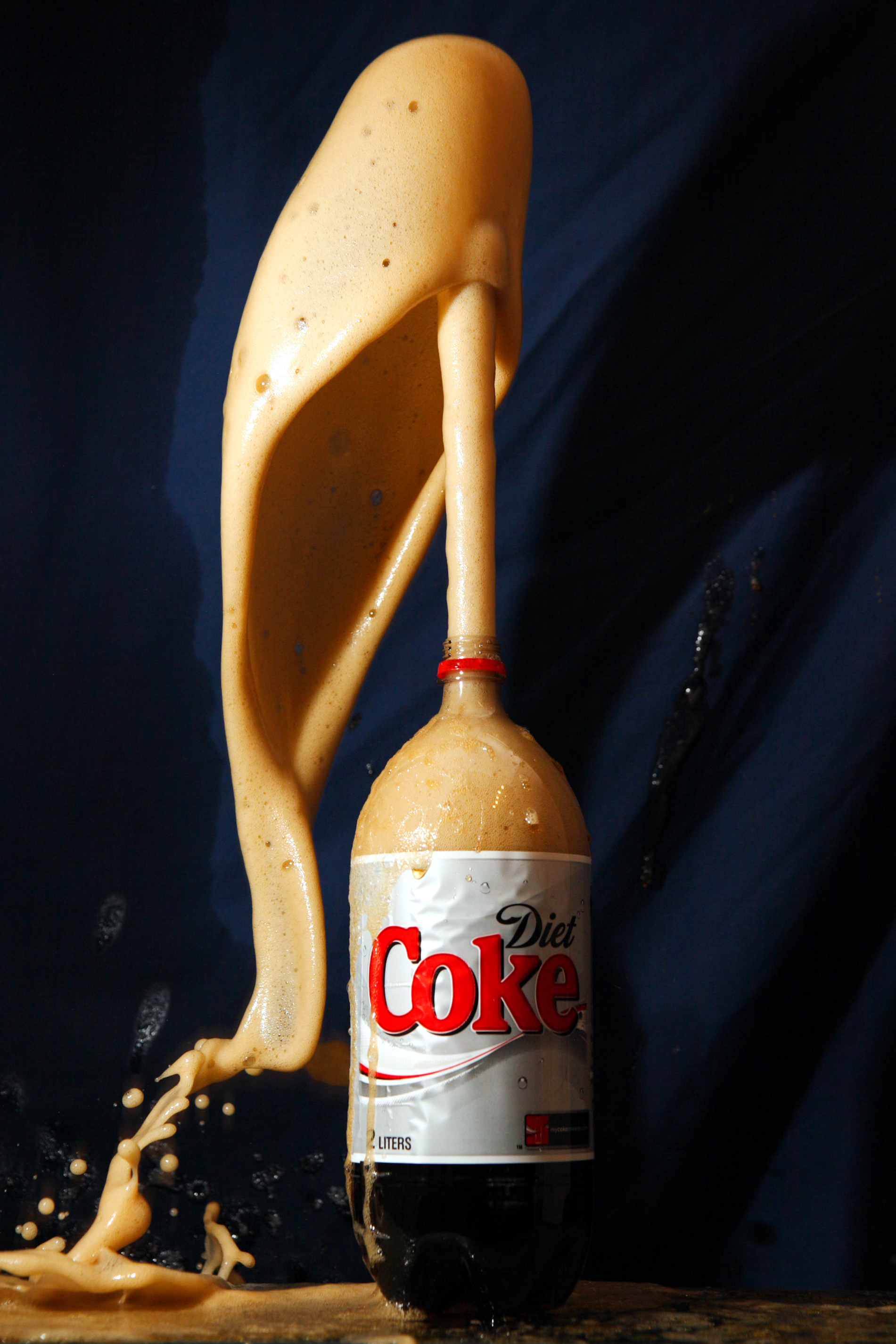
Una botella de 2 litros de Coca Cola Light justo después de que se inserte un Mentos en el envase

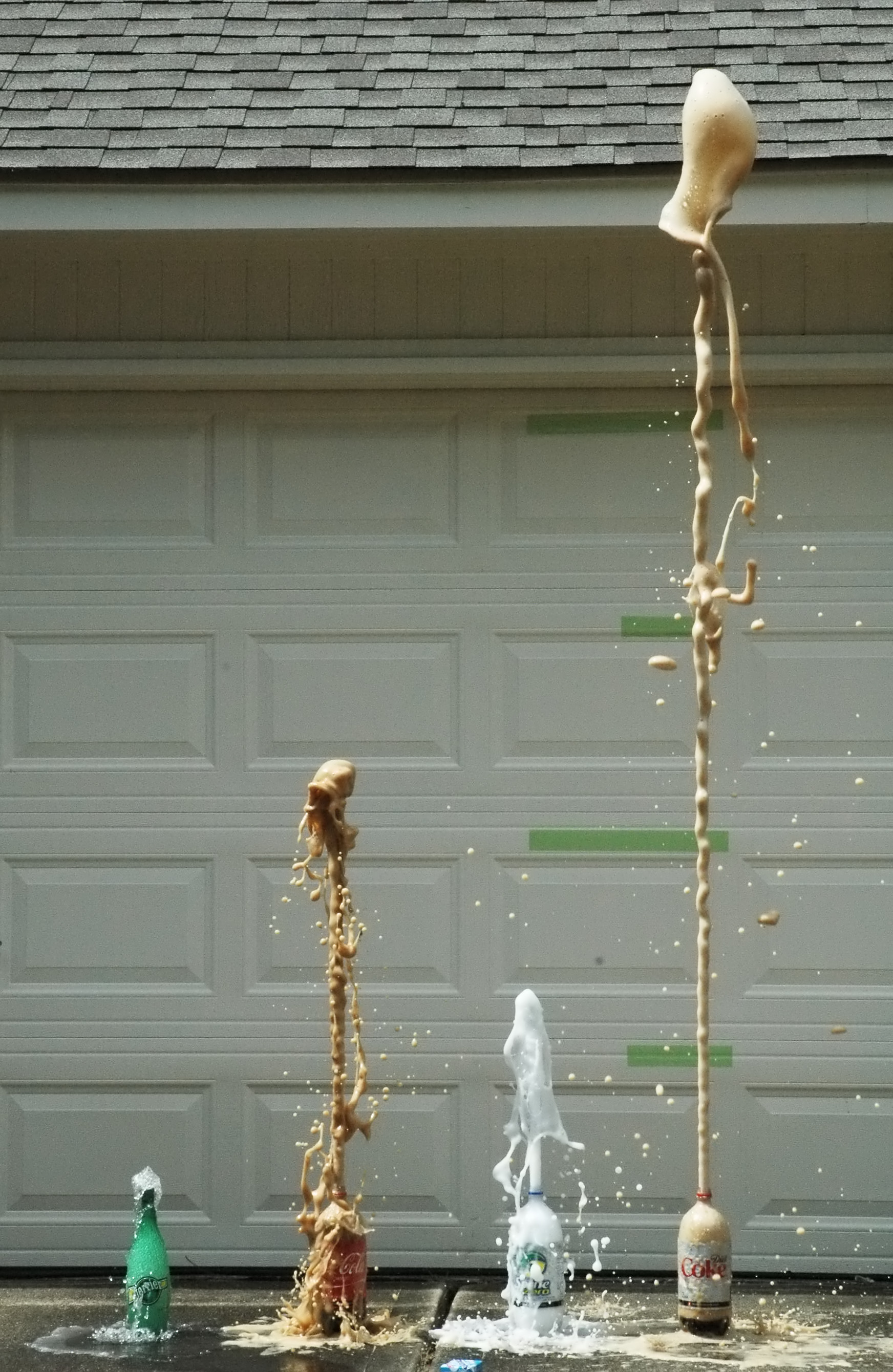
De izquierda a derecha: la reacción de cinco Mentos (por botella) con Perrier, Coca-Cola clásica, Sprite y Coca-Cola Light

Una erupción de Coca-Cola Light y Mentos (conocida también como erupción de Mentos o géiser de cola) es una reacción entre bebidas carbonatadas, generalmente Coca-Cola Light, y los caramelos Mentos que causa que la bebida sea expulsada de su envase. El gas liberado por los dulces crea una erupción que empuja la mayor parte del líquido fuera de la botella. El profesor de química Lee Marek fue el primero en demostrar el experimento en televisión en el año 1999. La demostración televisiva de la erupción por parte de Steve Spangler se volvió viral en YouTube, y provocó durante 2005 una reacción en cadena de otros videos que experimentaban con Coca Cola y Mentos.

## Historia
En los años 80, los caramelos Life Savers Wint-O-Green eran usados para crear géiseres de gaseosa. Los tubos del caramelo se ataban a un limpiapipas y se dejaban caer sobre la bebida, lo que provocaba la erupción. A fines de los años 90, los productores de los caramelos aumentaron el tamaño de las mentas para que no pudieran caber en la boca de las botellas. Los profesores de ciencia descubrieron que los caramelos Mentos tenían el mismo efecto al ser soltados en una botella de bebida carbonatada.
El profesor de química Lee Marek, acompañado de los «niños científicos de Marek», realizaron el experimento de Coca-Cola Light y Mentos durante un episodio del programa televisivo Late Show with David Letterman en 1999. En marzo de 2002, el divulgador científico Steve Spangler lo demostró para la cadena KUSA-TV de Denver. El géiser de Coca-Cola y Mentos se convirtió en una sensación de Internet durante el año 2005 y fue objeto de estudio para el programa televisivo MythBusters en 2006. Spangler firmó un contrato de licencia con Perfetti Van Melle, la empresa productora de Mentos, después de crear un aparato que buscaba facilitar la caída del caramelo en la botella para producir el géiser. Amazing Toys, la empresa de juguetes de Spangler, lanzó este diseño bajo el nombre de Geyser Tube en febrero de 2007. En octubre de 2010, se alcanzó un récord Guinness de 2865 géiseres simultáneos en un evento organizado por Perfetti Van Melle en el complejo Mall of Asia Arena, en la ciudad filipina de Manila. Este récord se venció posteriormente en noviembre de 2014 en otro evento organizado por Perfetti Van Melle y Chupa Chups en León, en el estado mexicano de Guanajuato, donde se logró realizar 4334 fuentes de Mentos y gaseosa.

## Causa
La erupción es causada por una reacción física, más que una reacción química. La adición de Mentos lleva a una rápida nucleación de las burbujas de dióxido de carbono que se precipitan fuera de la solución:
{\displaystyle {\ce {CO2(ac) -> CO2(g)}}}

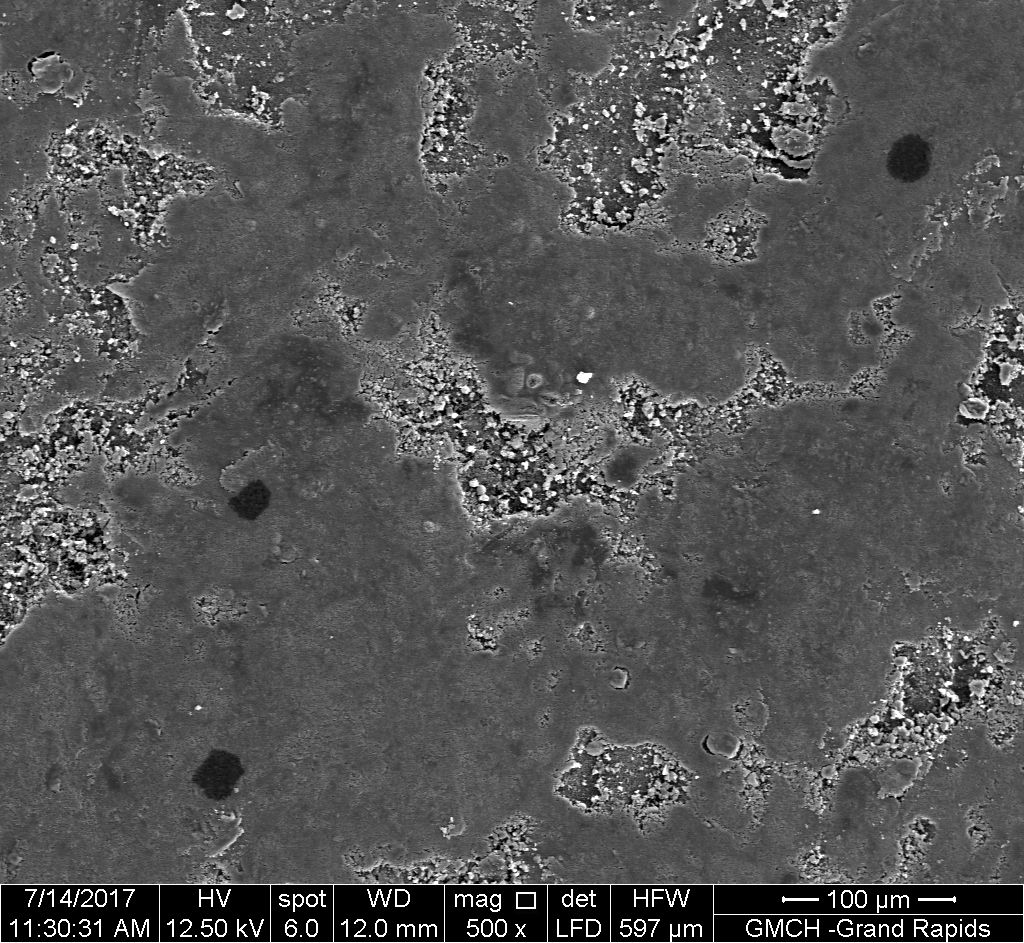
La superficie de un caramelo de Mentos vista a través de un microscopio electrónico de barrido

La conversión del dióxido de carbono de disuelto a gaseoso forma burbujas de gas que se expanden rápidamente en la bebida, empujando su contenido fuera del envase. Los gases, por lo general, son más solubles en líquidos a presiones altas, y las bebidas carbonatadas contienen un número elevado de dióxido de carbono bajo presión. La solución se vuelve sobresaturada con dióxido de carbono cuando la botella se abre y la presión se libera. Bajo estas condiciones, el dióxido de carbono comienza a precipitar de la solución, formando burbujas de gas.
Normalmente, este proceso es relativamente lento, debido a que la energía de activación que requiere es alta. La energía de activación para un proceso como la nucleación de burbujas depende de dónde se forma la burbuja. Es más alta cuando se forma en el líquido en sí (nucleación homogénea) y más baja cuando se forma en otra superficie (nucleación heterogénea). Cuando la presión se libera de una botella de gaseosa, las burbujas tienden a formarse a los costados de la misma. Pero debido a que es una superficie regular y limpia, la energía de activación sigue siendo relativamente alta y el proceso, lento. La adición de otros sitios de nucleación aporta un camino alternativo para que la reacción ocurra con niveles más bajos de activación, como un catalizador. Por ejemplo, soltar granos de sal o arena en la solución reducen su energía de activación e incrementan la velocidad de precipitación de dióxido de carbono.
Las características físicas de la pastilla de Mentos (rugosidad de la superficie, fácil disolución en el líquido, etcétera) tienen el efecto de reducir de manera drástica la energía de activación para la formación de burbujas de dióxido de carbono, por lo que la velocidad de nucleación se vuelve extremadamente alta. Se ha descubierto que la energía de activación para la liberación de dióxido de carbono de la Coca Cola Light por la adición de Mentos es de 25 kJ mol−1. Esta formación de dióxido de carbono gaseoso dentro del agua, que debido a su enlace de hidrógeno y su alta tensión superficial busca mantener una matriz conectada de moléculas, causa que el agua se haga espuma y genera la naturaleza similar a erupción o «géiser» de la efusión. El proceso de espuma se ve ayudado por la presencia de aditivos alimenticios como el benzoato de potasio, aspartamo, azúcares y saborizantes de la Coca-Cola Light, y la gelatina y goma arábiga de los caramelos Mentos, los cuales influyen hasta qué grado el agua puede hacerse espuma.
La reacción de nucleación puede empezar con cualquier superficie heterogénea, como sal de roca, pero se ha comprobado que los Mentos funcionan mejor que la mayoría. Tonya Coffey, una física de la Appalachian State University, descubrió que el aspartamo de las bebidas dietéticas reduce la tensión superficial del agua y causa una mayor reacción, y que la cafeína no acelera el proceso. Se ha demostrado también que una amplia variedad de aditivos de las bebidas como azúcares, ácido cítrico y saborizantes naturales puede aumentar la altura de los géiseres. En algunos casos, sólidos disueltos que elevan la tensión superficial del agua también generan el mismo aumento. Estos resultados sugieren que los aditivos sirven para mejorar la altura de los géiseres no por la disminución de la tensión superficial, sino por la reducción de la unión de las burbujas. Una coalescencia de burbujas reducida lleva a burbujas de menor tamaño y a la capacidad de mayor espuma en el agua. Por ello, la reacción de géiser aún funcionaría usando bebidas azucaradas, pero normalmente se usan dietéticas, tanto para lograr una reacción más grande, como para una mayor facilidad de limpieza.